# Comunidade dos Países de Língua Portuguesa
A Comunidade dos Países de Língua Portuguesa (abreviado CPLP) é uma organização internacional formada por países lusófonos, cujo objetivo é o "aprofundamento da amizade mútua e da cooperação entre os seus membros".
A CPLP foi criada em 17 de julho de 1996 por Angola, Brasil, Cabo Verde, Guiné-Bissau, Moçambique, Portugal e São Tomé e Príncipe. No ano de 2002, após conquistar independência, Timor-Leste foi acolhido como país integrante. Em 2014, Guiné Equatorial tornou-se o nono membro da organização, apesar da controvérsia gerada em torno dessa adesão. A população de seus países membros soma aproximadamente 270 milhões de pessoas.
A CPLP é financiada tanto por meio do orçamento de funcionamento do Secretariado Executivo, custeado por contribuições obrigatórias dos Estados-membros, como pelo Fundo Especial, alimentado por contribuições voluntárias e destinado a custear programas de cooperação, projetos e ações pontuais. A sua sede fica em Lisboa, Portugal, e seu atual secretário executivo é Zacarias da Costa, de Timor-Leste; e Armindo Brito Fernandes, natural de São Tomé e Príncipe, quem atualmente ocupa o cargo de Diretor-Geral. A organização promove a data de 5 de maio como Dia da Cultura Lusófona, celebrado em todo o espaço lusófono, e os Jogos da CPLP, evento desportivo que reúne todos os membros da organização.

## História

### Fundação

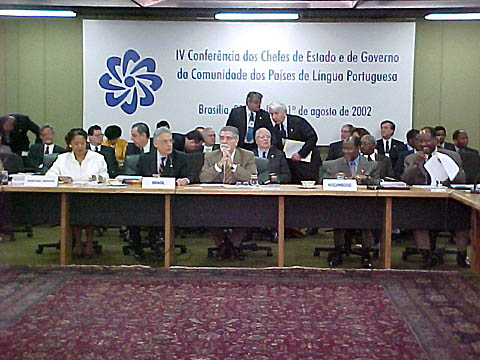
IV Conferência dos Chefes de Estado e de Governo da CPLP, Brasília, 1 de agosto de 2002.

Antecederam a criação da CPLP a realização de várias conferências de ministros e, em novembro de 1989, realizou-se a primeira conferência a reunir chefes de Estado e de Governo dos países de língua oficial portuguesa, na cidade brasileira de São Luís do Maranhão, na qual ocorreu a fundação do Instituto Internacional da Língua Portuguesa (IILP). Em fevereiro de 1994 ocorreu uma segunda reunião de Ministros de Negócios Estrangeiros e Relações Exteriores, que recomendaram a criação de uma Cúpula de Chefes de Estado de Governo da lusofonia.
A CPLP foi criada formalmente em 17 de julho de 1996 por Angola, Brasil, Cabo Verde, Guiné-Bissau, Moçambique, Portugal e São Tomé e Príncipe. No ano de 2002, após conquistar independência, Timor-Leste foi acolhido como país integrante durante a IV Conferência de Chefes de Estado e de Governo realizada em Brasília, Brasil.

### Ampliação
Quando a CPLP foi formada, a Guiné Equatorial pediu o estatuto de observador da organização. O país foi uma colónia portuguesa entre os séculos XV e XVIII, tem alguns territórios onde as línguas crioulas baseadas no português são faladas, além de conexões culturais e históricas com São Tomé e Príncipe e Portugal. Além disso, o país recentemente havia cooperado com os Países Africanos de Língua Portuguesa e o Brasil em projetos educacionais. Na cúpula da CPLP de julho de 2004, em São Tomé e Príncipe, os Estados-membros concordaram em alterar o estatuto da comunidade para aceitar países como observadores associados. No decorrer da VI Conferência de Chefes de Estado e de Governo realizada em Bissau, Guiné-Bissau, em julho de 2006, foram admitidos dois observadores associados: a Guiné Equatorial e Maurícia. Maurícia era desconhecida dos europeus até a chegada dos portugueses e tem fortes ligações com Moçambique.
Na cimeira de Lisboa, que teve lugar no dia 25 de julho de 2008, foi a vez da formalização da admissão do Senegal como observador associado. O país tem ligações históricas com o mundo lusófono devido a colonização portuguesa em Casamança. Durante esta cimeira também esteve em discussão a entrada plena da Guiné Equatorial na organização. Em junho de 2010, a Guiné Equatorial pediu para ser admitida como membro pleno. Na sua oitava cúpula em Luanda, Angola, em julho de 2010, a CPLP decidiu abrir negociações formais com a Guiné Equatorial sobre a sua adesão total à organização.
Em julho de 2014, durante a cimeira, realizada em Díli, Timor-Leste, a Guiné Equatorial, através de um consenso, foi aceita como membro de pleno direito da CPLP. Nesta cimeira também ocorreu a adesão de mais quatro novos observadores associados da CPLP, os novos membros associados foram a Namíbia, a Turquia, a Geórgia e o Japão.

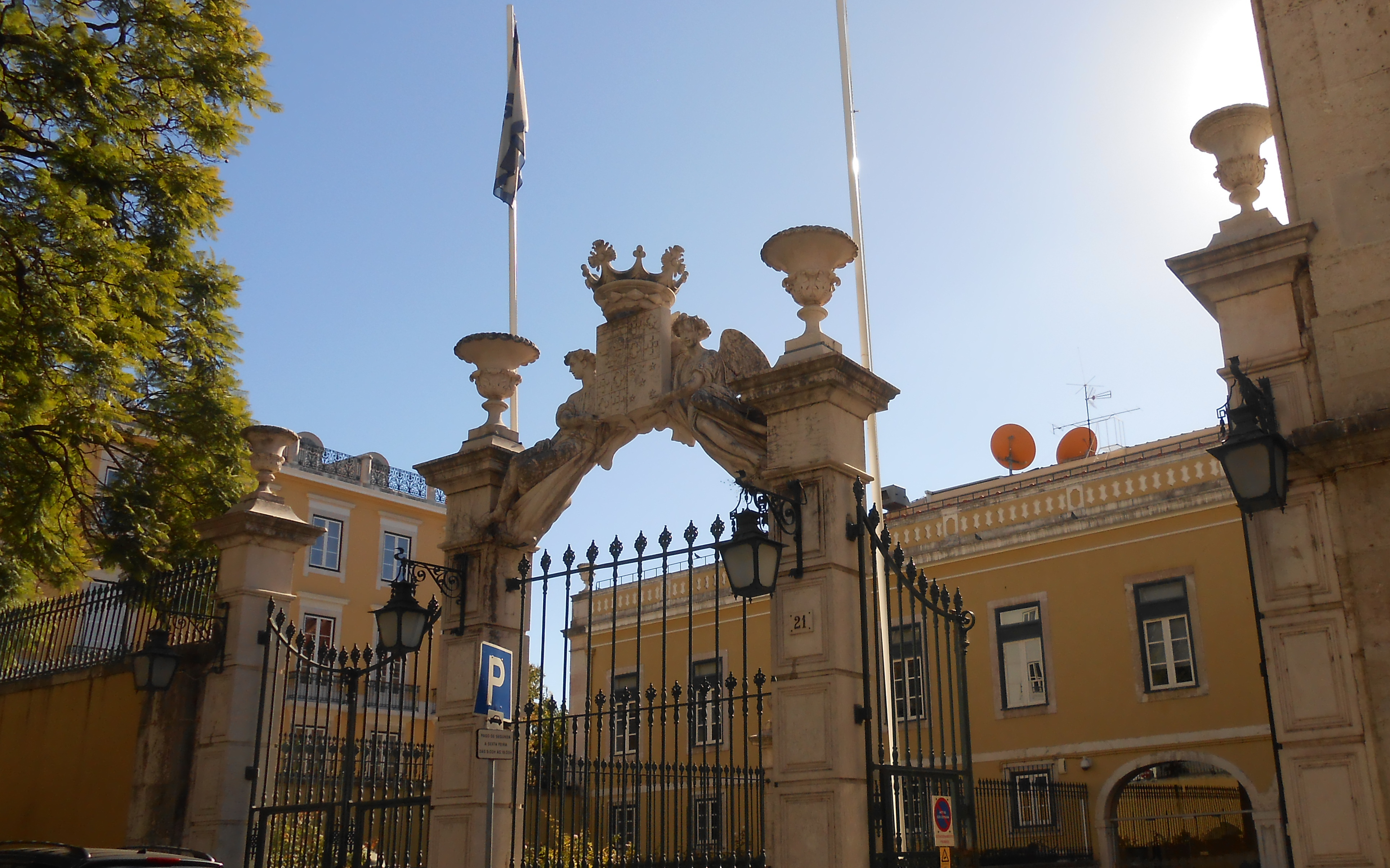
Sede Secretariado Executivo da CPLP no Palácio Penafiel, em Lisboa.

Em novembro de 2016 ocorreu a adesão de mais quatro novos membros associados, durante a cimeira de Brasília, os novos membros associados desta vez foram a Chéquia, a Eslováquia, a Hungria e o Uruguai. A República da Turquia, sendo um dos países com estatuto de membro observador desde 2014; propôs, em 2016, iniciativas de cooperação nas áreas do Ensino Superior, Ciências e Tecnologias e na promoção da língua portuguesa, com o intuito de promover futuras oportunidades de cooperação mútua, desejando, assim, potenciar um reforço da aproximação com a comunidade.
Em julho de 2018, durante a XII cimeira, realizada em Santa Maria, Cabo Verde, foi concedido o estatuto de observador associado a mais oito países e, pela primeira vez, para uma organização. Os novos observadores são: Andorra, Argentina, Chile, França, Itália, Luxemburgo, Reino Unido, Sérvia e a Organização dos Estados Ibero-americanos (OEI), que tornou-se na primeira organização a ocupar este posto.
Em julho de 2021, durante a XIII cimeira, realizada em Luanda, Angola, foi concedido o estatuto de observador associado a mais dez países e três organização. Os novos observadores são: Canadá, Catar, Costa do Marfim, Espanha, Estados Unidos, Grécia, Índia, Irlanda, Peru, Romênia, a Conferência Ibero-Americana, o G7+ [en] e a Organização Europeia de Direito Público (OEDP/EPLO).
No dia 16 de julho de 2021, na XVI Reunião do Conselho de Ministros da Comunidade dos Países de Língua Portuguesa (CPLP), decorrida, em Luanda, Angola, foi aprovado o Acordo sobre a Mobilidade entre os Estados-Membros da CPLP, que estabelece a base legal sobre a qual se construirá uma maior mobilidade e circulação no espaço da CPLP. Os Estados-Parte passam a poder celebrar acordos adicionais em matéria de mobilidade, tendo a liberdade de escolher as modalidades de mobilidade que pretendem aplicar (Estada de Curta Duração CPLP; Estada Temporária CPLP; Visto de Residência CPLP e Residência CPLP); o grupo de beneficiários; assim como os outros Estados-Parte com quem pretendem estabelecer a parceria.
Em agosto de 2023, durante a XVII cimeira, realizada em São Tomé, São Tomé e Príncipe, foi concedido o estatuto de observador associado para o Paraguai.
Em julho de 2025, durante a XVIII cimeira, realizada em Bissau, Guiné-Bissau, foi concedido o estatuto de observador associado a Austrália e a Associação Internacional de Seguridade Social.

## Membros

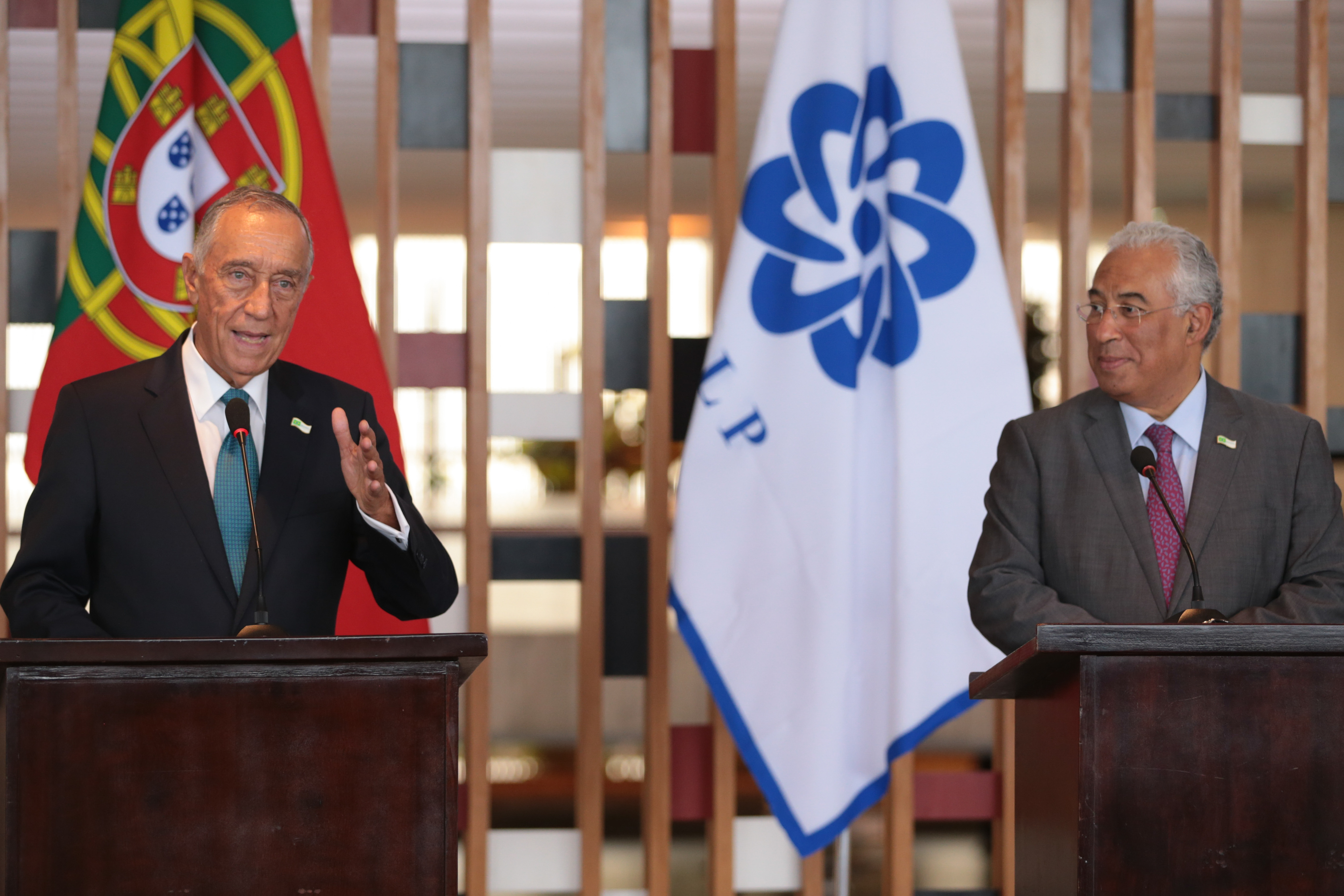
O Presidente de Portugal, Marcelo Rebelo de Sousa, e o ex-Primeiro-Ministro, António Costa, no encerramento de uma conferência da CPLP em 2016.

A CPLP é formada por nove Estados soberanos cuja língua oficial ou uma delas é a língua portuguesa. Eles estão espalhados por todos os cinco continentes habitados da Terra, uma vez que há um na América, um na Europa, seis na África e um transcontinental entre a Ásia e a Oceania. São eles: a República de Angola, a República Federativa do Brasil, a República de Cabo Verde, a República da Guiné-Bissau, a República da Guiné Equatorial, a República de Moçambique, a República Portuguesa, a República Democrática de São Tomé e Príncipe e a República Democrática de Timor-Leste.
Além dos membros plenos e efetivos, há 35 observadores associados. Os países são: Andorra, Argentina, Austrália, Canadá, Catar, Chéquia, Chile, Costa do Marfim, Eslováquia, Espanha, Estados Unidos, França, Geórgia, Grécia, Hungria, Japão, Índia, Irlanda, Itália, Luxemburgo, Maurício, Namíbia, Paraguai, Peru, Reino Unido, Romênia, Senegal, Sérvia, Turquia, Uruguai; e as organizações internacionais são: Conferência Ibero-Americana, G7+, Organização Europeia de Direito Público (OEDP/EPLO), Organização dos Estados Ibero-americanos para Educação, Ciência e Cultura e Associação Internacional de Seguridade Social. Nove estão localizados na Europa, três no continente africano, três no continente americano, um na Ásia e dois são transcontinentais, ficando entre os continentes asiático e europeu.
Existem também atualmente alguns outros países que já manifestaram o interesse de aderir a CPLP como membros observadores, entre eles: Indonésia, Marrocos, Essuatíni, Coreia do Sul, Rússia, Ruanda, República Dominicana, Colômbia e Ucrânia, que estão a preparar as suas candidaturas. Além desses países, duas organizações internacionais também solicitaram o estatuto de observador associado da CPLP, a Secretaria-Geral Ibero-Americana e a Conferência de Haia de Direito Internacional Privado.

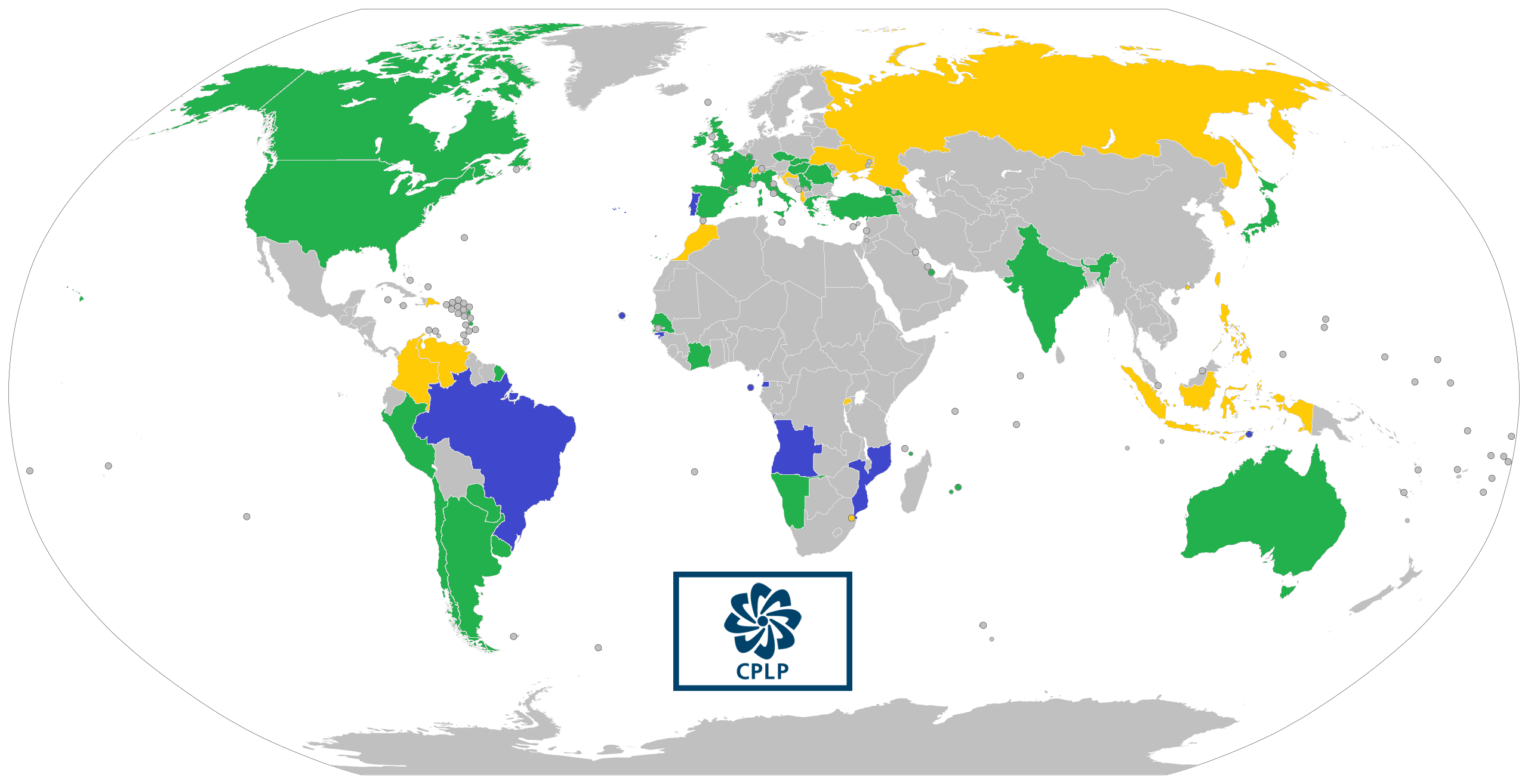
Mapa dos países da CPLP
Estados-membros
Observadores associados
Países e territórios oficialmente interessados

### Uruguai
Devido ao passado do Uruguai (que já foi território português e brasileiro), e ao crescente número de falantes na fronteira com o Brasil, além da comunidade falante do português uruguaio, o ensino do português tornou-se obrigatório a partir da 6.ª série. Assim como havia sido confirmado em abril de 2016, que o Uruguai iria receber o estatuto de observador associado na cimeira da CPLP realizada no Brasil. O país foi aceito como observador associado no dia 31 de outubro de 2016. O Uruguai já vinha manifestando interesse e pedindo a obtenção desse estatuto há vários anos. E, em 30 de abril de 2018, o ministro dos Negócios Estrangeiros do Uruguai admitiu que o país no futuro poderá apresentar uma candidatura a membro pleno da CPLP.

### Galiza
Amparado na tradicional corrente científica dos grandes filólogos e romanistas que afirmam serem o galego e o português dois dialetos do mesmo idioma ou um diassistema linguístico, o movimento reintegracionista galego defende o ingresso da Galiza na Comunidade dos Países de Língua Portuguesa, objetivando a reinserção do galego no espaço lusófono. Neste contexto, é de notar que a Academia Galega da Língua Portuguesa tem já a sua autoridade reconhecida pela CPLP, com o estatuto de Observador Consultivo. Em fevereiro de 2006, Anxela Bugallo, então responsável pela pasta da cultura no governo autónomo da Galiza, reiterou o interesse do governo galego numa adesão oficial da Galiza como membro pleno da CPLP.
Embora haja tentativas. de personalidades e coletivos que defendam a integração oficial plena da Galiza na CPLP, só há quatro entidades a nível nacional que a defendam abertamente: a Associação de Amizade Galiza-Portugal, a AGAL, o Movimento Defesa da Língua e o BNG, assim como, em Portugal e nos demais países nos quais este se encontra representado, o Movimento Internacional Lusófono. Este cenário tem mudado recentemente, em fins de 2018, com a aprovação de uma resolução do Parlamento da Galiza em que se solicita ao Governo autónomo a criação dum percurso legal para a entrada da Comunidade Galega na CPLP.

### Guiné Equatorial e Maurícia
Alguns países da África têm idiomas crioulos derivados do português, graças à presença portuguesa no continente desde o século XV. A Guiné Equatorial e a Maurícia (sem mencionar Marrocos, que também pediu o estatuto de observador), apesar de utilizarem outros idiomas (a Maurícia tem o inglês e o francês como línguas principais, e a Guiné Equatorial, o francês e o espanhol como línguas oficiais), procuraram, mesmo assim, obter o estatuto de Observador junto da CPLP, devido a ligações históricas de uma parte do seu território com Portugal. Na VI Conferência de Chefes de Estado e de Governo, realizada em Bissau em julho de 2006, a República de Maurícia e a Guiné Equatorial obtiveram o estatuto de Observador Associado, e na VII Conferência, estiveram presentes pela primeira vez em Lisboa em julho de 2008, nessa qualificação.
A Guiné Equatorial decidiu, em 2007, adotar o português como língua oficial para ascender, plenamente, ao estatuto de membro permanente da Comunidade. A Assembleia Nacional aprovou essa medida em outubro de 2011. Em 2014, a Guiné Equatorial foi aceite por consenso como membro pleno da Comunidade dos Países de Língua Portuguesa, na sessão restrita da X Cimeira da CPLP. No entanto, o país terá que abolir a pena de morte e promover o uso do português como língua oficial.

### Macau
Macau foi o último território ultramarino português a ser descolonizado, tendo sido devolvido à China em 1999. Ainda mantém vivos traços da cultura Portuguesa. O português é uma das línguas oficiais deste território. O pedido para a obtenção do estatuto de "Observador Associado" não foi ainda efectuado pelo Governo da Região Administrativa Especial de Macau - RAEM, entretanto em 2006, durante o II Encontro Ministerial entre a China e os Países de Língua Portuguesa, o Secretário Executivo-Adjunto da CPLP, embaixador Tadeu Soares, em representação da CPLP endereçou um convite ao Chefe do Executivo, Edmundo Ho Hau Wa, no sentido de a RAEM tornar-se Observador Associado da Organização. No entanto, de acordo com o antigo secretariado executivo Murade Murargy, por ser um território dependente e necessitar da aprovação do governo chinês, a adesão de Macau à CPLP é uma questão complicada.

## Estrutura

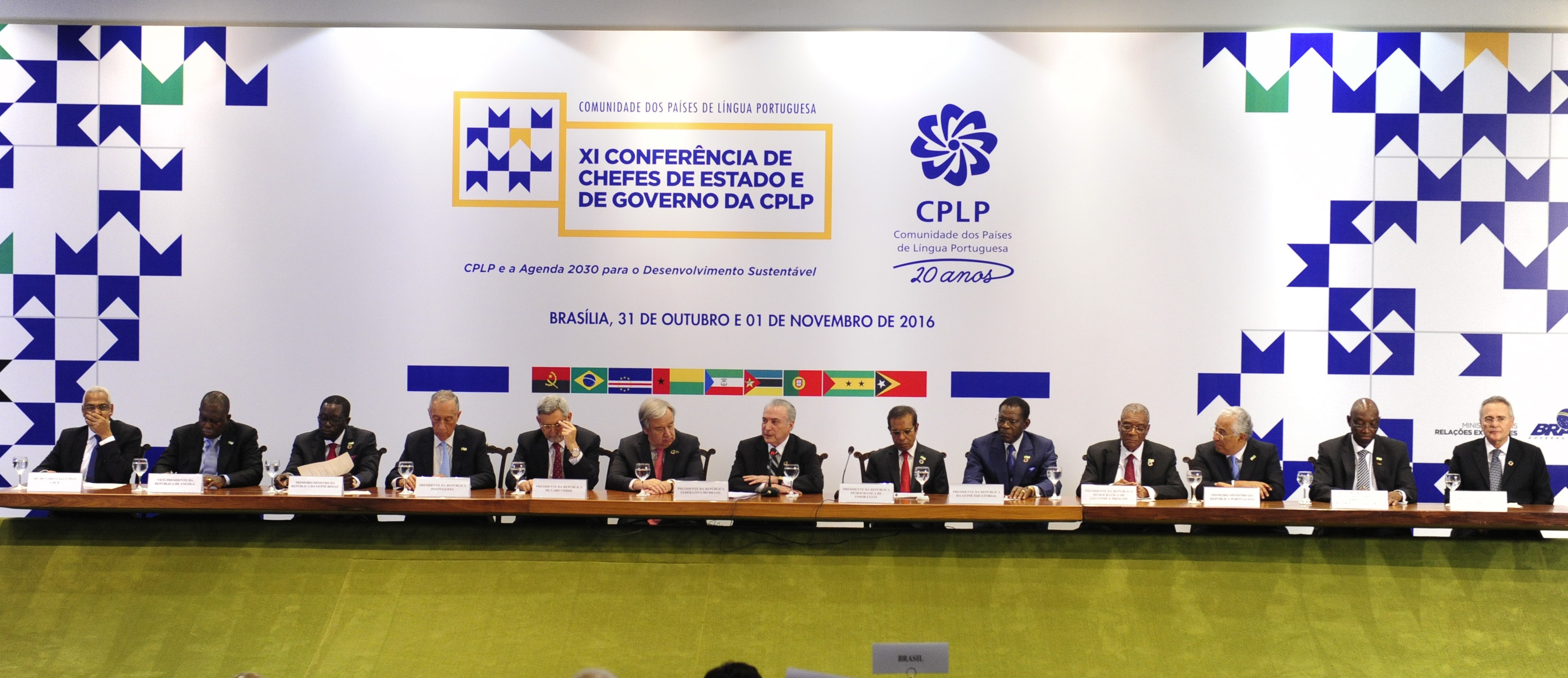
XI Reunião de chefes de Estado e de Governo da CPLP, no Palácio do Itamaraty, em Brasília.

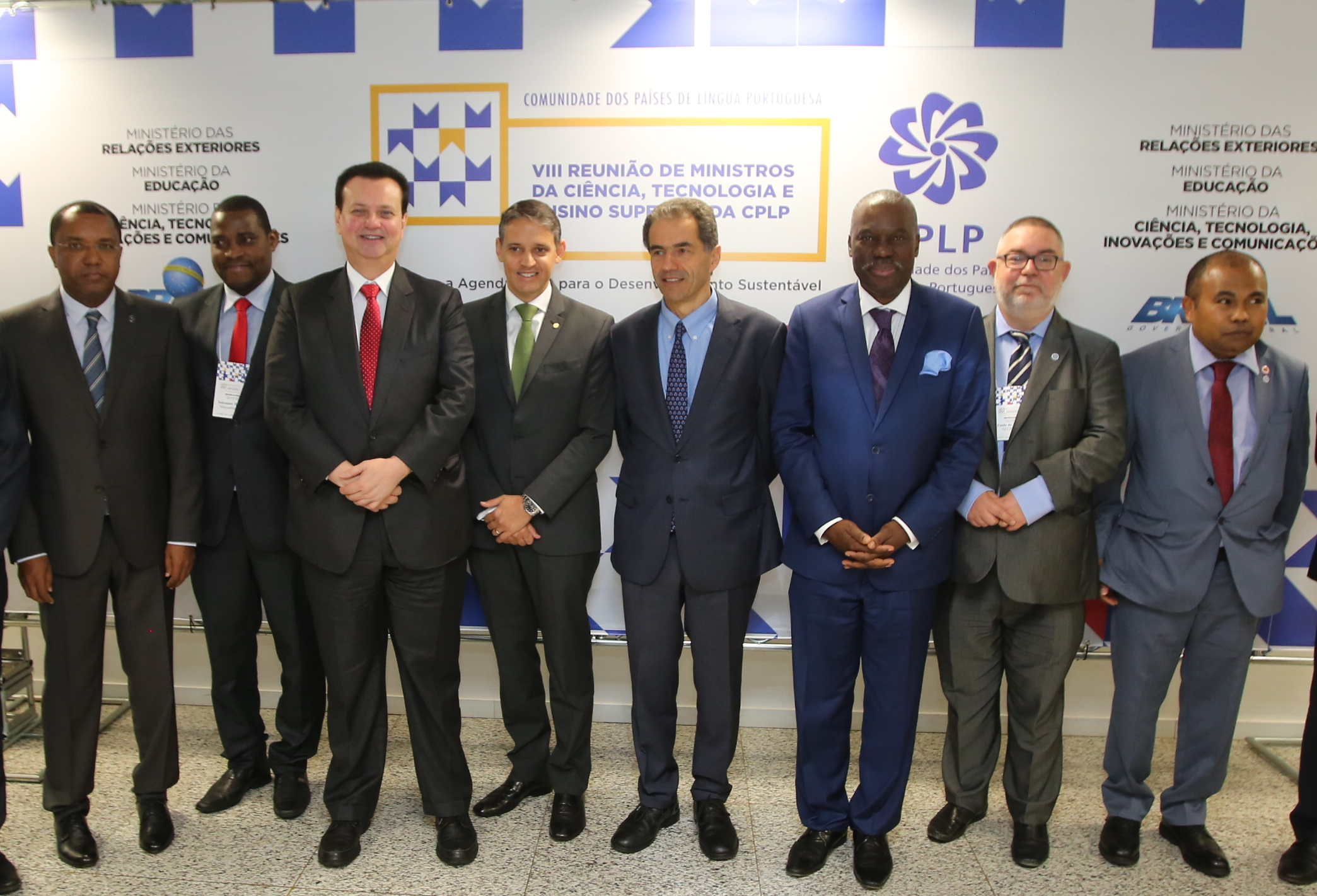
VIII Reunião de Ministros de Ciência, Tecnologia e Ensino Superior da CPLP em 2018

A Comunidade é regida pelo Secretariado Executivo, que estuda, escolhe e implementa planos políticos para a organização. Fica localizada em Lisboa. O mandato do Secretário Executivo dura dois anos, passível de uma reeleição.
A Conferência dos Chefes de Estado e de Governo, bienal, estuda as prioridades e os resultados da CPLP. O plano de ação é tomado pelo Conselho dos Ministros dos Negócios Estrangeiros e Relações Exteriores, que acontece anualmente. Há ainda encontros mensais do Comité de Concertação Permanente.

### Cimeiras/Cúpulas
Lista a completar:
- XII cimeira da Comunidade dos Países de Língua Portuguesa foi realizada entre 17 e 18 de julho de 2018, em Cabo Verde.[66]

### Cooperação
Em 22 de março de 2019, o Brasil anunciou a doação de cem mil euros para apoiar o governo de Moçambique nos trabalhos de resgate e reconstrução emergenciais, no contexto da passagem do ciclone Idai pelo território daquele país. A doação foi feita por meio de fundo solidário a ser criado no âmbito da CPLP.
Organismos da Organização das Nações Unidas, como a Organização Mundial da Saúde, têm utilizado a estrutura cooperativa da CPLP para levar a cabo projetos como o rede ePORTUGUÊSe, criado para fortalecer a colaboração entre na lusofonia nas áreas da informação e capacitação de recursos humanos em saúde, fortalecendo os sistemas de informação em saúde nesses países.

### Presidência rotativa
A presidência pro tempore da CPLP tem um mandato de dois anos e é exercida rotativamente por seus estados-membros.
| Biênio    | Estado-Membro       | Tema                                                                     | início do mandato                                                                              | Incumbente                        |
| --------- | ------------------- | ------------------------------------------------------------------------ | ---------------------------------------------------------------------------------------------- | --------------------------------- |
| 2023-2025 | São Tomé e Príncipe | Juventude e Sustentabilidade na CPLP                                     | 14º Conferência de Chefes de Estado e de Governo da Comunidade dos Países de Língua Portuguesa | Carlos Vila Nova                  |
| 2021-2023 | Angola              | Construir e Fortalecer um Futuro Comum e Sustentável                     | 13ª Conferência de Chefes de Estado e de Governo                                               | João Lourenço                     |
| 2018-2020 | Cabo Verde          | As Pessoas. A Cultura. Os Oceanos                                        | 12ª Conferência de Chefes de Estado e de Governo                                               | Jorge Carlos Fonseca              |
| 2016-2018 | Brasil              | A Agenda 2030 para o Desenvolvimento Sustentável                         | 11ª Conferência de Chefes de Estado e de Governo                                               | Michel Temer                      |
| 2014-2016 | Timor-Leste         | A CPLP e a Globalização                                                  | 10ª Conferência de Chefes de Estado e de Governo                                               | Taur Matan Ruak                   |
| 2012-2014 | Moçambique          | A CPLP e os desafios de Segurança Alimentar e Nutricional                | 9ª Conferência de Chefes de Estado e de Governo                                                | Armando Emílio Guebuza            |
| 2010-2012 | Angola              | Solidariedade na Diversidade no Espaço da CPLP                           | 8ª Conferência de Chefes de Estado e de Governo                                                | José Eduardo dos Santos           |
| 2008-2010 | Portugal            | A Língua Portuguesa: Um Património Comum, Um Futuro Global               | 7ª Conferência de Chefes de Estado e de Governo                                                | Aníbal Cavaco Silva               |
| 2006-2008 | Guiné-Bissau        | Objetivos de Desenvolvimento do Milénio: desafios e contribuição da CPLP | 6ª Conferência de Chefes de Estado e de Governo                                                | João Bernardo Vieira              |
| 2004-2006 | São Tomé e Príncipe | Sociedade da Informação                                                  | 5ª Conferência de Chefes de Estado e de Governo                                                | Fradique Bandeira Melo de Menezes |
| 2002-2004 | Brasil              | Horizontes e Perspetivas da Língua Portuguesa                            | 4ª Conferência de Chefes de Estado e de Governo                                                | Fernando Henrique Cardoso         |
| 2000-2002 | Moçambique          | Cooperação, Desenvolvimento e Democracia na Era da Globalização          | 3ª Conferência de Chefes de Estado e de Governo                                                | Joaquim Alberto Chissano          |
| 1998-2000 | Cabo Verde          | Educação                                                                 | 2ª Conferência de Chefes de Estado e de Governo                                                | António Mascarenhas Monteiro      |
| 1996-1998 | Portugal            | Fixação dos Estatutos e a Declaração Constitutiva                        | 1ª Conferência de Chefes de Estado e de Governo                                                | Marcolino Moco                    |

### Observador Associado e o Observador Consultivo
Em 2005, no Conselho de Ministros desta Comunidade na cidade de Luanda, foram criadas as categorias de "Observador Associado" e "Observador Consultivo", onde o Associado representa regiões lusófonos que existem em Estados terceiros; o Consultivo são entidades civis fundadas nos países membros, que podem participar de reuniões técnicas, criação de projetos e, acordos de colaboração, "com o objetivo de compartilhar boas práticas". Atualmente esta Comunidade integra 114 entidades civis, como por exemplo a instituição brasileira Cebraspe (Centro Brasileiro de Pesquisa em Avaliação e Seleção e de Promoção de Eventos).

## Cultura e desporto

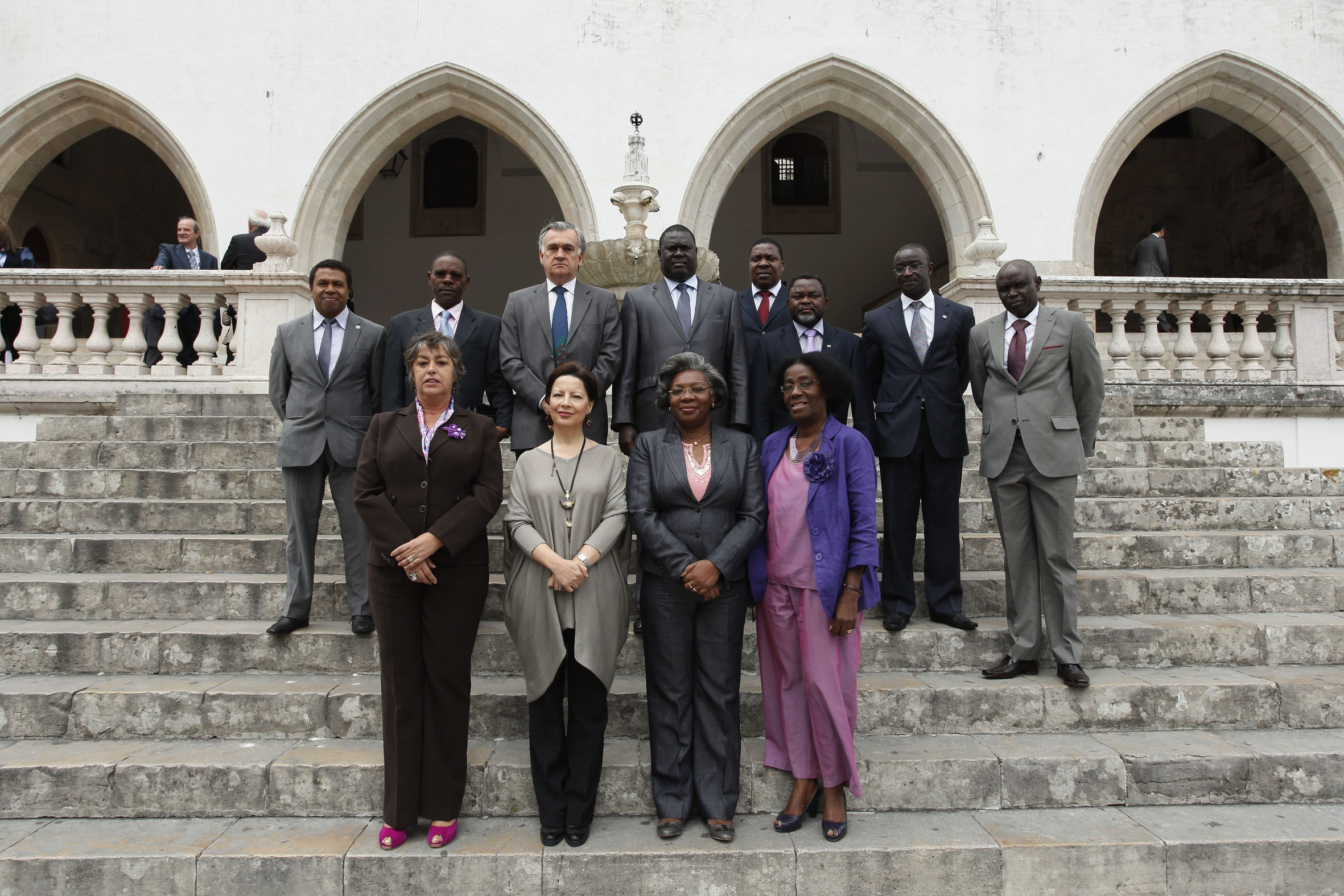
VII Reunião de Ministros da Cultura da CPLP em 2010

Em 2005, numa reunião em Luanda, Angola, a CPLP decidiu que no dia 5 de maio seria comemorado o Dia da Cultura Lusófona pelo mundo.
A bandeira da Comunidade dos Países de Língua Portuguesa ostenta oito asas em formato de círculo. Cada uma dessas asas representa um membro da CPLP. Antes da filiação oficial de Timor-Leste, havia sete asas.[carece de fontes?]
A CPLP é responsável pela organização dos Jogos da CPLP, evento desportivo dirigido aos jovens lusófonos com idade igual ou inferior a 16 anos. A última edição dos Jogos da CPLP ocorreu em Angola, em 2014.[carece de fontes?]
Em 2013, realizou-se a primeira edição do concurso Miss CPLP, em Lisboa. A vencedora foi Andreia Lima, de São Tomé e Príncipe.[carece de fontes?]

## Críticas
Para alguns sociólogos e demais críticos, a CPLP frustrou as expectativas originais que levaram à sua criação em 1996. Uma delas refere-se ao nível atual de desenvolvimento sócio econômico de seus países-membros, já que nenhum deles, com exceção de Portugal, está no patamar dos 20 países de maiores de Índice de Desenvolvimento Humano (IDH). Ademais, o sociólogo português Boaventura de Sousa Santos aponta que "a CPLP está demasiadamente focada em dois países", que são Portugal e Brasil; outros acusam esses dois países de praticarem neocolonialismo.[carece de fontes?] Notam também a falta de intervenção da CPLP em fases muito críticas, como as cheias de Moçambique.